# Élections sénatoriales de 1921 en Guadeloupe
Les élections sénatoriales en Guadeloupe ont eu lieu le dimanche 9 janvier 1921. 
Elles ont eu pour but d'élire le sénateur représentant le département au Sénat pour un mandat de neuf années.

## Contexte départemental
Les grands électeurs reflètent les résultats des élections municipales de 1919.

## Présentation des candidats et des suppléants
Le nouveau représentant est élu pour un mandat de 9 ans au suffrage universel indirect par les 306 grands électeurs du département, au scrutin majoritaire à deux tours. 
| Candidats | Candidats                 | Parti   | Principale fonction                                                   |
| --------- | ------------------------- | ------- | --------------------------------------------------------------------- |
|           | Henry Bérenger            | Rad-soc | Journaliste à L'Action. Sénateur sortant                              |
|           | Achille René-Boisneuf     | Rad-soc | Député. Président du Conseil général. Maire de Pointe-à-Pitre. Avocat |
|           | Armand Jean-François      | Rad-soc | Conseiller général d'Anse-Bertrand. Avocat                            |
|           | Camille Mortenol          |         |                                                                       |
|           | Pierre-Victor Continsouza |         |                                                                       |

## Résultats
|          | Henry Bérenger *          | Rad-soc  | 202 | 68,24  |  |  |
|          | Achille René-Boisneuf     | Rad-soc  | 64  | 21,62  |  |  |
|          | Armand Jean-François      | Rad-soc  | 20  | 6,76   |  |  |
|          | Camille Mortenol          |          | 9   | 3,04   |  |  |
|          | Pierre-Victor Continsouza |          | 1   | 0,34   |  |  |
|          |                           |          |     |        |  |  |
| Inscrits | Inscrits                  | Inscrits | 306 | 100,00 |  |  |
| Votants  | Votants                   | Votants  | 305 | 99,67  |  |  |
| Exprimés | Exprimés                  | Exprimés | 296 | 97,05  |  |  |